# Aichi D3A
Aichi D3A (яп. 九九式艦上爆撃機, — «Палубний пікіруючий бомбардувальник тип 99») — серійний палубний пікіруючий бомбардувальник Імперського флоту Японії періоду Другої світової війни, створений фірмою «Aichi». Серійно вироблявся з 1940 по 1945 рік і був основним палубним бомбардувальником Японії в першій половині Другої світової.
Кодове ім'я союзників — «Вел» (англ. «Val»).

## Історія створення
Історія D3A почалася влітку 1936 році, коли Верховним командуванням морської авіації було видано технічне завдання на новий палубний пікіруючий бомбардувальник, суцільнометалевий моноплан, покликаний замінити застарілий бомбардувальник — біплан D1A в рамках програми оновлення флотської авіації «11-Shi». В специфікації новий літак мав мати максимальну швидкість - 370 км/г (з бомбою 250 кг), крейсерську швидкість в 300 км/г, дальність польоту - 1480 км, і високу маневреність без бомб. Озброєння мало складатись з трьох 7.7-мм кулеметів (один з них в турелі) і 370 кг бомбового навантаження (250 кг + 2 × 60 кг.) 
У традиційному для японської авіаційної промисловості конкурсі взяли участь фірми Aichi, Nakajima і Mitsubishi. До весни 1937 фірми Aichi і Nakajima представили свої проєкти і розпочали збірку прототипів, в той час, як Mitsubishi вийшла з конкурсу, віддавши перевагу зосередити сили на інших своїх проєктах.
Aichi, довгі роки співпрацювала з фірмою Heinkel, і цього разу створила свій проєкт під впливом німецького літака He-70, від якого майбутній D3A успадкував конструкцію крила і їх еліптичну форму. З метою максимального полегшення літака, інженери фірми Aichi під керівництвом Токухішіро Ґоаке, відмовилися від складного крила (складалися лише вінглети) і складного шасі. Ґоаке планував оснастити літак двигуном з водним охолодженням, але управління авіації вирішило що для застосування на авіаносцях краще підходять двигуни повітряного охолодження. Перший прототип, що мав заводське позначення літака AM-17 був готовий у грудні 1937 року і в наступному місяці здійснив свій перший політ. Перші ж випробування виявили низьке співвідношення тяги\ваги оснащеного двигуном повітряного охолодження Nakajima Hikari 1 потужністю 730 к.с. прототипу, погану керованість і ненадійну роботу аеродинамічного гальма. Попри це, AM-17 визнали вдалим в цілому літаком і почали його доопрацювання.
Для виправлення недоліків другий прототип оснастили двигуном Mitsubishi Kinsei 3 потужністю 840 к.с, збільшили довжину крила ( з 14.1 м до 14.5) яке привело до збільшення площі на 2 м². Також було змінено кіль і форма ліхтаря, що поліпшило огляд з місця пілота, а також зміцнено повітряні гальма. Навесні 1939 D3A взяв участь у порівняльних випробуваннях з конкуруючим прототипом D3N фірми Nakajima і за їх результатами був прийнятий на озброєння під позначенням «Палубний пікіруючий бомбардувальник Тип 99 модель 11» (або Aichi D3A1).

## Виробництво

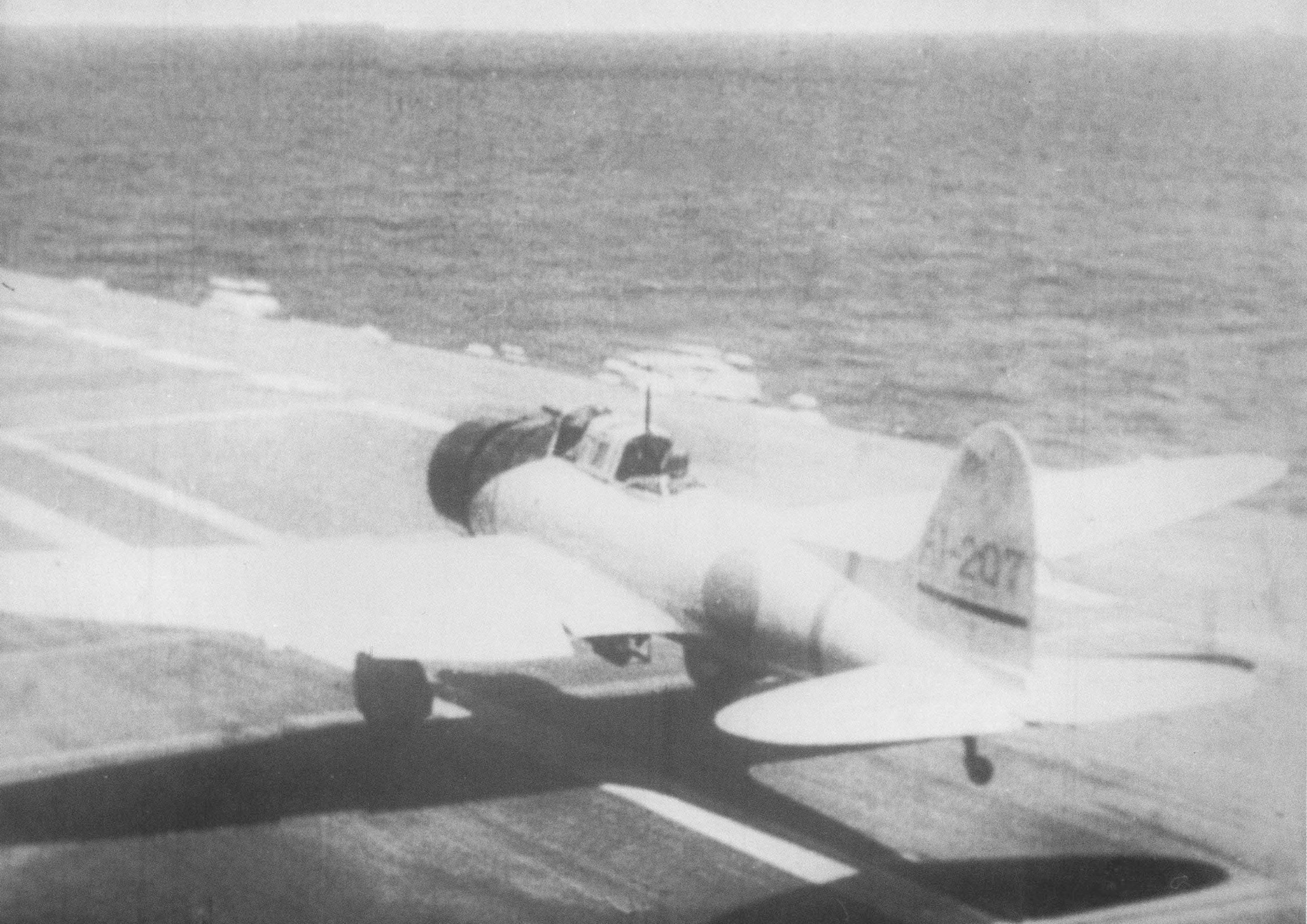
D3A на борту авіаносця Акаґі перед атакою на Британський флот. 5 квітня 1942.

Серійне виробництво модифікації D3A1 почалося в 1940 році. Літак озброювався двома курсовими 7.7 мм кулеметам «тип 97» і таким самим кулеметом в турелі стрільця, а бомбове навантаження становило одну 250 кг бомбу під фюзеляжем, і дві 60 кг бомби під крилами. Вже після випуску перших передсерійних машин, літак стали оснащувати потужнішими двигунами — Mitsubishi Kinsei 43 потужністю 1000 к.с. і Mitsubishi Kinsei 44 потужністю 1070 к.с. Крім цього, була збільшена площа кіля для поліпшення поздовжньої стійкості машини і був проведений ряд менш значних доопрацювань. Літак виявився доволі маневреним, що дозволяло використовувати його як винищувач в разі потреби. Випуск D3A1 тривав до серпня 1942 і склав 470 машин.
Попри всі удосконалення, D3A1 все ще мав доволі малий операційний радіус і швидкість, покращити ці характеристики можна було тільки докорінною модифікацією літака, робота над якою почалася відразу після запуску першої модифікації у виробництво. У червні 1942 був готовий один прототип D3A2 Модель 12, оснащений двигуном Mitsubishi Kinsei 54 потужністю 1300 к.с. Але однією тільки установкою потужнішого мотора всі проблеми D3A не вирішувались. В результаті, фірмою був представлений значно доопрацьований варіант D3A2 Модель 22, що відрізнявся встановленням додаткових паливних баків і полегшенням машини, досягнутим відмовою від бронезахисту та самогерметизуючих паливних баків. Все це дозволило підняти максимальну швидкість машини на 40 км/г, але потужніший двигун скоротив дальність польоту більш ніж на 100 км. Цей варіант був прийнятий на озброєння під позначенням «Палубний пікіруючий бомбардувальник Тип 99 модель 22» (або Aichi D3A2).
Випуск нової модифікації був початий фірмами Aichi і Showa Corporation в серпні 1942 року і склав 1016 машин, з яких 815 було вироблено Aichi, а інші 215 — фірмою Showa Corporation.

## Опис конструкції
D3A був одномоторним суцільнометалевим вільнонесучим монопланом з нижнім розташуванням крила. Екіпаж літака складався з двох чоловік — пілота-бомбардира і стрільця-радиста, розташованих спиною один до одного в подовженій кабіні.

### Фюзеляж

Схема конструкції D3A1

Фюзеляж літака суцільнометалевий, напівмонококової конструкції. З овальним поперечним перетином фюзеляжу.

### Крило й оперення
Суцільнометалеве дволонжеронне крило літака збиралося з трьох частин — прямокутного центроплана і округлених консолей, що надавали крилу еліптичну форму. Оперення — класичної схеми. Обшивка керма і елеронів була з тканини. Хоча літак був палубним, складалися тільки закінцівки (вінглети) крила, оскільки складні консолі крила потребували б важкого механічного приводу. Для бомбометання з пікірування літак оснащувався складними аеродинамічними гальмами, що кріпиться в районі переднього лонжерона крила.

### Шасі
Шасі літака не прибиралося, було тристійковим, з хвостовим колесом. Колеса основних стійок були закриті аеродинамічними обтічниками.

### Силова установка
Серійні D3A оснащувалися 14 — циліндровими дворядними радіальними двигунами повітряного охолодження Mitsubishi Kinsei. На модифікації D3A1 використовувались моделі 43 і 44 потужністю 1000 і 1070 к.с. відповідно, на модифікації D3A2 - модель 54 потужністю 1300 к.с. Гвинт літака — трилопатевий, металевий, зі змінним у польоті кроком.

### Озброєння та обладнання
Бомбове навантаження D3A була порівняно невелике і складалася з однієї 250-кілограмової бомби, яка підвішується під фюзеляжем і двох бомб масою 60 кг під крилами. Бомбометання здійснювалося з прямовисного пікірування. 
Крім бомб, наступальне озброєння літака становили два 7,7-мм кулемета «Тип 97», розташованих під капотом над двигуном. Оборонне озброєння літака складалося з одного 7,7-мм кулемета «Тип 92», розташованого на турелі в задній частині кабіни яка використовувалось стрільцем-радистом.

## Модифікації
- D3A1 Модель 11 — базовий варіант, оснащений двигунами Mitsubishi Kinsei 43/44 потужністю 1000/1070 к.с.
- D3A2 Модель 12 — варіант з двигуном Mitsubishi Kinsei потужністю 1300 к.с. (в серію не пішов)
- D3A2 Модель 22 — доопрацьований варіант зі збільшеною місткістю паливних баків і зменшеним бронезахистом.
- D3A2-K Модель 12 — навчальний варіант з подвійним комплектом органів управління, перероблявся з знятих з озброєння D3A1.

## Бойове застосування
D3A розділив долю багатьох японських військових літаків того часу — яскраві успіхи перших років війни, стрімке старіння і важкі втрати другої половини війни. Досить сучасний до моменту прийняття на озброєння, але вже до 1942 літак був застарілим навіть попри зроблену модернізацію. Літаки даної моделі брали участь майже в усіх боях Тихоокеанського театру бойових дій.

### 1940—1942 рік

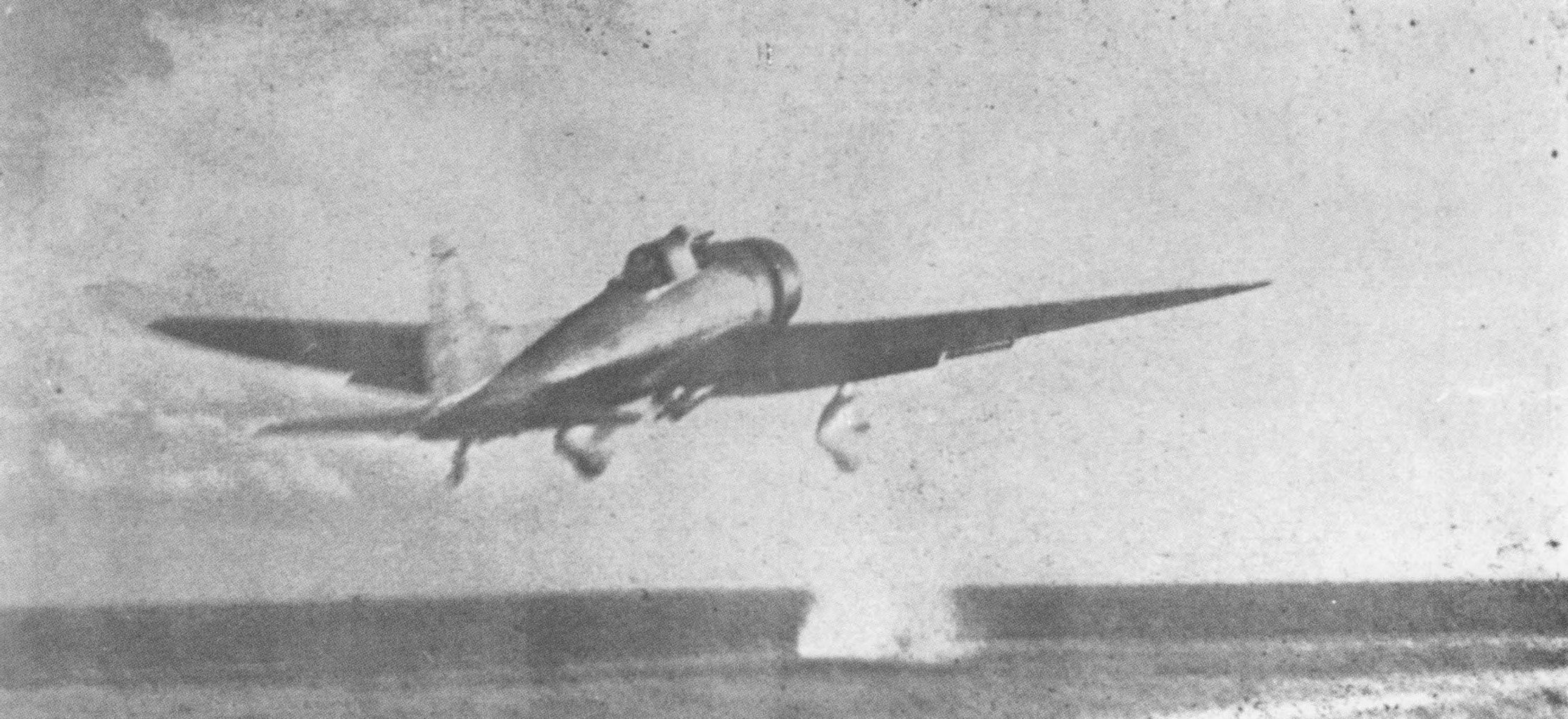
D3A поблизу Перл-Гарбор

Перші 6 передсерійних D3A були направлені для військових випробувань на борт авіаносців «Каґа» і «Акаґі» у серпні 1940, а незабаром ще близько двох десятків машин було направлено до Китаю (12-ий авіазагін) і у французький Індокитай (14-ий авіазагін). Перший бойовий виліт відбувся 13 серпня 1940 року, коли 9 D3A1 розбомбили цементний завод в Чунціні. Новий літак отримав високу оцінку льотчиків. Його високі маневреність та швидкість дозволяли на рівних вести бій з застарілими китайськими винищувачами, а точність бомбометання була значно кращою ніж в Mitsubishi G3M.
До вересня 1941 всі D3A були повернені до Японії через підготовку до війни на Тихому океані. Станом на 7 грудня 1941 у частинах налічувався 141 D3A, велика частина яких була зібрана в 1-му повітряному флоті. Літаки спочатку розміщувалися на авіаносцях «Акаґі» (45 машин), «Сорю» (36 машин) і «Сьокаку» (54 машини).
У нападі на Перл-Гарбор 7 грудня 1941 основну ударну силу становили D3A, поряд з торпедоносцями B5N. У першому ешелоні вилетів 51 D3A — 26 з борту «Сьокаку» і 25 з борту «Дзюйкаку». Більша частина D3A першого ешелону атакувала розміщені на землі американські винищувачі, викликавши значні втрати серед машин, що стояли скупчено. Решта D3A атакували лінкори «Невада», «Тенессі», «Меріленд», «Оклахома» і «Західна Вірджинія». При цьому, в першому ешелоні втрачений був лише один D3A. У другому ешелоні летіли 78 D3A, основним завданням яких була атака кораблів, але до цього часу американці встигли хоча б частково організувати ППО і результативність другої хвилі атакувальників виявилася набагато нижче, а втрати — вище. Загалом в цьому бою японці втратили 22 D3A. Після Перл-Гарбору, D3A брали участь майже в усіх операціях.
Наступною великою їх операцією стала 19 лютого 1942 атака Дарвіна, на півночі Австралії 1-м і 2-м дивізіонами авіаносців, в якій взяли участь 71 D3A. Завдяки пануванню в повітрі (прикривали бомбардувальники винищувачів A6M «Зеро»), японці мали можливість спокійно провести бомбардування і зуміли повністю зруйнувати інфраструктуру порту, на кілька місяців вивівши його з ладу, а також потопити кілька кораблів що стояли на рейді.
У квітні 1942 D3A у складі 1-го 2-го і 5-го авіаносних дивізіонів взяли участь в атаці британських авіаційних і морських баз на Шрі-Ланці, метою якої було знищення англійського Східного флоту. Перше бомбардування порту Коломбо 5 квітня, в якому взяли участь 38 D3A, завдяки збереженому пануванню японської авіації в повітрі знову пройшла успішно, хоча основні сили британської ескадри встигли напередодні покинути порт. Водночас, резервний загін, що складався з 51 D3A вилетів на перехоплення виявлених розвідниками двох британських кораблів. У цій атаці D3A знову продемонстрували виняткову точність бомбометання — кораблі, крейсер «Корнуелл» і крейсер «Дорсетшир» отримали, відповідно, по 15 і 14 прямих влучень 250-кілограмових бомб і затонули. Пізніше, 9 квітня, D3A вдалося потопити британський авіаносець «Гермес», есмінець «Вампір» і кілька інших суден.

### 1942—1945 рік

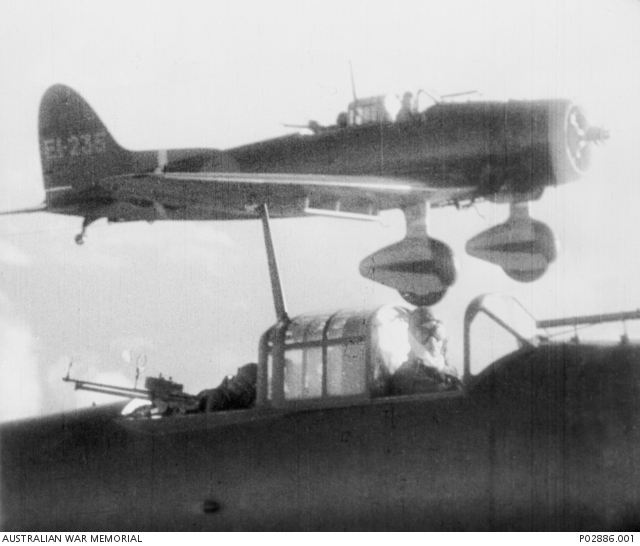
D3A з борту авіаносця «Сьокаку», що повертаються з бомбардування «Ентерпрайза» 25 серпня 1942 року.

У бою що розгорнувся 7 — 8 травня 1942 року в Кораловому морі, брали участь D3A зі складу 5-й авіаносної групи. Цього разу їх успіхи виявилися скромнішими, попри потоплення американського авіаносця «Лексінгтон» і пошкодження авіаносця «Йорктаун», японці також зазнали значних втрат, так і не зумівши здобути явної перемоги в тій битві.
72 D3A з авіаносців «Кага», «Акаґі», «Сорю» і «Хірю» взяли участь в битві біля атола Мідуей 3 червня 1942 року яка стала поворотною точкою у війні на Тихому океані. Після малорезультативного ранкового нальоту на атол, більша частина їх була разом з авіаносцями «Кага», «Акагі» і «Сорю» знищена нальотом американських пікірувальників  («Донтлесс»), лише 18 D3A, що знаходилися на борту «Хірю», зуміли піднятися в повітря для атаки ворожого флоту. Через нечисленність винищувального прикриття, 11 з них були ще на шляху до мети збиті американськими винищувачами. Але, ті що залишилися, змогли атакували відремонтований авіаносець «Йорктаун». Втративши ще три машини від вогню зенітної артилерії авіаносця, японці зуміли домогтися трьох прямих влучень 250-кг бомб. «Йорктаун» отримав важкі ушкодження, але залишився на плаву, проте вже незабаром був добитий торпедоносцями B5N з того ж «Хірю» і затонув.
Наступним великим боєм, в якому взяли участь D3A, стала битва за Гуадалканал, в якій взяли участь 54 літаки цього типу з авіаносців «Сьокаку» і «Дзуйкаку» 1-го дивізіону. У першій битві, 23 серпня 1942 року, D3A вдалося трьома попаданнями важко пошкодити авіаносець «Ентерпрайз», хоча він і залишився на плаву. У бою біля острова Санта-Круз 26 жовтня D3A спільно з B5N вдалося важко пошкодити авіаносець «Хорнет», який в той же день затонув, а також двома попаданнями бомб нанести незначні пошкодження відремонтованому до того часу авіаносця «Ентерпрайз».

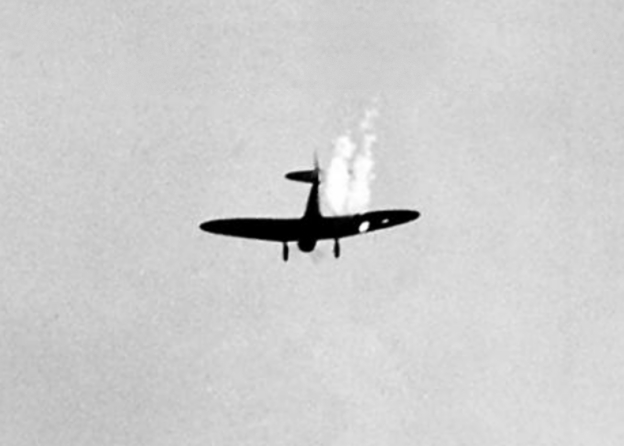
Підбитий D3A під час нападу на Перл-Гарбор

Незабаром після цього у військові частини почали надходити літаки модифікації D3A2, в той час як D3A1 переводилися в навчальні частини і переобладнувалися в навчальний варіант. Однак D3A2 застаріли вже на момент своєї появи і переважно надходили в наземні частини, в той час як авіаносці отримували сучасні пікірувальники Yokosuka D4Y «Суйсей». Додатково знижувала ефективність бойових дій втрата японцями переваги в повітрі. У боях на Соломонових Островах та Нової Гвінеї у 1943 році D3A, що діяли з наземних аеродромів, серйозних успіхів не досягли, зазнавши при цьому важких втрат.
Останнім застосуванням D3A в ролі бомбардувальника стала битва у Філіппінському морі 19 червня 1944 року, в якій взяли участь 36 D3A2, які все ще залишалися на борту авіаносців «Дзюнйо» і «Хійо». Всі вони були збиті американськими винищувачами ще на шляху до мети і не зробили помітного впливу на хід бою. Останні D3A були використані в ролі камікадзе в боях за Окінаву в березні-квітні 1945 року.

## Тактико-технічні характеристики

### Технічні характеристики
|                               | D3A1 Мод.11                 | D3A2 Мод.22                 |
| ----------------------------- | --------------------------- | --------------------------- |
| Екіпаж                        | 2 особи                     | 2 особи                     |
| Довжина                       | 10,195 м                    | 10,195 м                    |
| Висота                        | 3,847 м                     | 3,847 м                     |
| Розмах крил                   | 14,365 м                    | 14,365 м                    |
| Площа крил                    | 34,9 м²                     | 34,9 м²                     |
| Маса пустого                  | 2 408 кг                    | 2 570 кг                    |
| Маса спорядженого             | 3 650 кг                    | 3 800 кг                    |
| Максимальна маса              | 3 896 кг                    | 4 122 кг                    |
| Навантаження на крило         | 104.6 кг/м²                 | 108.9 кг/м²                 |
| Двигуни                       | 1 х Mitsubishi Kinsei 43    | 1 х Mitsubishi Kinsei 54    |
| Потужність                    | 1 000 к. с.                 | 1 300 к. с.                 |
| Питома потужність             | 3.65 кг/к.с.                | 2.92 кг/к.с.                |
| Максимальна швидкість         | 387 км/г (на висоті 3000 м) | 430 км/г (на висоті 6200 м) |
| Крейсерська швидкість         | 296 км/г                    | 296 км/г                    |
| Посадочна швидкість           | 122 км/г                    | 130 км/г                    |
| Операційна дальність          | 1 472 км                    | 1 350 км                    |
| Максимальна дальність польоту | 1 820 км                    | 2 380 км                    |
| Практична стеля               | 9 300 м                     | 10 500 м                    |
| Час набору висоти             | 3000 м за 6 хв. 27 с.       | 3000 м за 5 хв. 48 с.       |

### Озброєння
- Кулеметне:
  - 2 × 7,7 мм кулемети «Тип 97»  (курсові)
  - 7,7 мм кулемети «Тип 92» (в турелі)
- Бомбове навантаження:
  - 2 × 60 кг бомби
  - 1 × 250 кг бомба

## Оператори

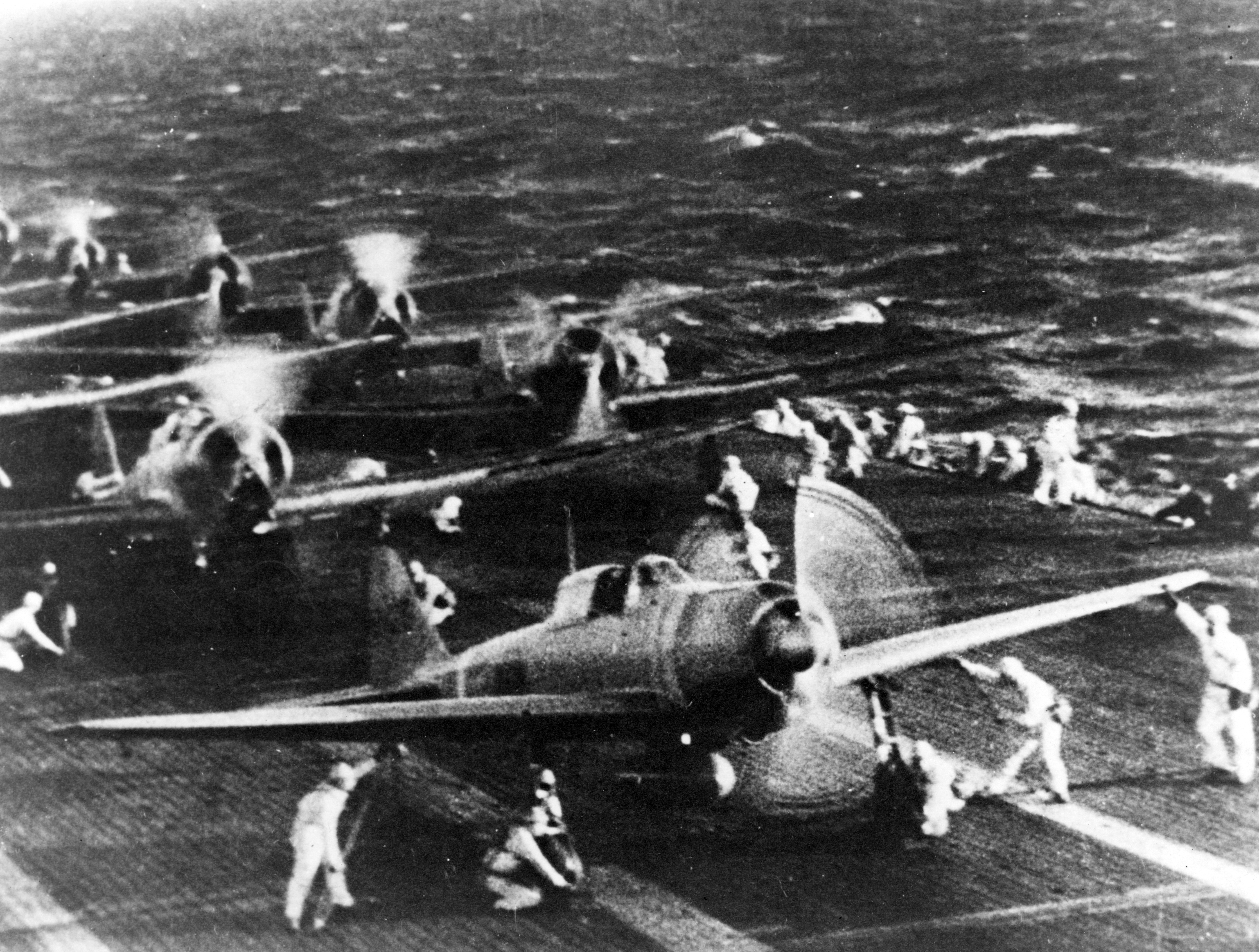
D3A на борту авіаносця Сьокаку перед атакою на Перл-Гарбор

Японська імперія
- Авіація імперського флоту Японії
  - 12-ий авіазагін ВПС
  - 14-ий авіазагін ВПС
  - 31-ий авіазагін ВПС
  - 33-ий авіазагін ВПС
  - 35-ий авіазагін ВПС
  - 40-ий авіазагін ВПС
  - 541-ий авіазагін
  - 582-ий авіазагін
  - Авіаносець Акаґі
  - Авіаносець Каґа
  - Авіаносець Рюдзьо
  - Авіаносець Сорю
  - Авіаносець Сьокаку
  - Авіаносець Хірю
  - Авіаносець Дзуйкаку
  - Авіаносець Сьохо
  - Авіаносець Дзуйхо
  - Авіаносець Тітосе
  - Авіаносець Тійода